# Ligue professionnelle féminine de hockey sur gazon 2022-2023
Navigation
Saison 3 Saison 5
La Ligue professionnelle féminine de hockey sur gazon 2022-2023 est la quatrième saison de la ligue professionnelle et la septième édition de la série de la ligue des équipes nationales. Le tournoi débutera le 4 novembre 2022 et se terminera le 5 juillet 2023.

## Format
La FIH a changé le format pour cette saison car il n’y aura pas de matches à domicile et à l’extérieur et la saison est divisée en blocs de dates. Pour réduire les problèmes financiers et logistiques, un ensemble de trois équipes se réunira sur un même site et un « mini-tournoi » sera disputé où chaque équipe jouera deux matchs l’une contre l’autre,. Le nouveau format réduira également le problème du temps de déplacement et minimisera le fardeau des joueurs.

### Système de points et classements
L’équipe gagnante obtiendra trois points. En cas de match nul, les deux équipes recevront un point, le vainqueur de la séance de tirs au but gagnant un point supplémentaire. L’équipe terminant dernière sera reléguée à la Coupe des Nations.

## Participants
À la suite de leur retrait lors de la saison 2021-2022 en raison des exigences de voyage liées à la pandémie de Covid-19, l'Australie et la Nouvelle-Zélande se rejoindront pour la nouvelle saison,.
- Argentine
- Australie
- Belgique
- Chine
- Allemagne
- Grande-Bretagne
- Pays-Bas
- Nouvelle-Zélande
- États-Unis

## Villes et stades
Voici les 12 lieux nommés par la Fédération internationale de hockey sur gazon:
| \| Mendoza Santiago del Estero Sydney Hobart Anvers Londres Bhubaneswar Rourkela Eindhoven Amsterdam Wellington Christchurch Légende : · Argentine · Australie · Belgique · Angleterre · Inde · Pays-Bas · Nouvelle-Zélande \| Villes hôtes de la FIH Pro League 2022-2023 |
| Mendoza Santiago del Estero Sydney Hobart Anvers Londres Bhubaneswar Rourkela Eindhoven Amsterdam Wellington Christchurch Légende : · Argentine · Australie · Belgique · Angleterre · Inde · Pays-Bas · Nouvelle-Zélande                                                   |

| Mendoza Santiago del Estero Sydney Hobart Anvers Londres Bhubaneswar Rourkela Eindhoven Amsterdam Wellington Christchurch Légende : · Argentine · Australie · Belgique · Angleterre · Inde · Pays-Bas · Nouvelle-Zélande |

## Critères
En cas d'égalité de points de plusieurs équipes à l'issue des matchs de poule, les critères suivants sont appliqués dans l'ordre indiqué pour établir leur classement:
1. Points de chaque équipe,
2. Matchs gagnés,
3. Différence de buts,
4. Buts pour,
5. Plus grand nombre de points obtenus dans les matchs de poule disputés entre les équipes concernées,
6. Buts marqués en plein jeu.

## Rencontres
Toutes les heures sont locales.
* : 1 point supplémentaire pour l'équipe gagnante aux tirs au but après partage en temps réglementaire

### Mini-tournoi 2
Les matchs du mini-tournoi 2 ont lieu à l'Estadio Mendocino de Hockey à Mendoza.
| Rang | Équipe      | Pts | J | G | N | P | Bp | Bc | Diff |
| ---- | ----------- | --- | - | - | - | - | -- | -- | ---- |
| 1    | Argentine H | 8   | 4 | 2 | 2 | 0 | 9  | 6  | +3   |
| 2    | Belgique    | 5*  | 4 | 0 | 3 | 1 | 7  | 8  | -1   |
| 3    | Allemagne   | 5*  | 4 | 0 | 3 | 1 | 7  | 9  | -2   |

| 4 novembre 2022 | Belgique  | 3 - 3 (4 - 3 t.a.b.) | Allemagne |
| 5 novembre 2022 | Argentine | 4 - 2                | Allemagne |
| 6 novembre 2022 | Argentine | 1 - 0                | Belgique  |
| 7 novembre 2022 | Allemagne | 2 - 2 (3 - 2 t.a.b.) | Belgique  |
| 8 novembre 2022 | Argentine | 2 - 2 (0 - 3 t.a.b.) | Allemagne |
| 9 novembre 2022 | Argentine | 2 - 2 (1 - 2 t.a.b.) | Belgique  |

| Match 1               | Allemagne                                                     | 3 - 3             | Belgique                                                                   |                                                                           |                                                                           |
| 4 novembre 2022 19h00 | Lorenz 3e · Heinz 22e · Micheel 23e                           | (3 - 1)           | 1e Puvrez · 42e Raye · 48e Englebert                                       | Arbitrage : Rachel Williams Catalina Montesino Arbitre vidéo : Bruce Bale | Arbitrage : Rachel Williams Catalina Montesino Arbitre vidéo : Bruce Bale |
| 4 novembre 2022 19h00 | Rapport                                                       |                   |                                                                            | Arbitrage : Rachel Williams Catalina Montesino Arbitre vidéo : Bruce Bale | Arbitrage : Rachel Williams Catalina Montesino Arbitre vidéo : Bruce Bale |
| 4 novembre 2022 19h00 | Strauss · Heinz · Zimmermann · Lorenz · Oruz · ---- · Strauss | Tirs au but 3 - 4 | Versavel · Englebert · Ballenghien · Struijk · Duquesne · ---- · Englebert | Arbitrage : Rachel Williams Catalina Montesino Arbitre vidéo : Bruce Bale | Arbitrage : Rachel Williams Catalina Montesino Arbitre vidéo : Bruce Bale |

| Match 2               | Argentine                                           | 4 - 2   | Allemagne                   |                                                                                       |                                                                                       |
| 5 novembre 2022 19h00 | Granatto 1e, 33e · Toccalino 41e · Trinchinetti 55e | (1 - 1) | 4e Lorenz · 35e Stapenhorst | Arbitrage : Bruce Bale Catalina Montesino Tyler Klenk Arbitre vidéo : Rachel Williams | Arbitrage : Bruce Bale Catalina Montesino Tyler Klenk Arbitre vidéo : Rachel Williams |
| 5 novembre 2022 19h00 | Rapport                                             |         |                             | Arbitrage : Bruce Bale Catalina Montesino Tyler Klenk Arbitre vidéo : Rachel Williams | Arbitrage : Bruce Bale Catalina Montesino Tyler Klenk Arbitre vidéo : Rachel Williams |

| Match 3               | Argentine | 1 - 0   | Belgique |                                                                    |                                                                    |
| 6 novembre 2022 19h00 | Costa 28e | (1 - 0) |          | Arbitrage : Tyler Klenk Federico Garcia Arbitre vidéo : Bruce Bale | Arbitrage : Tyler Klenk Federico Garcia Arbitre vidéo : Bruce Bale |
| 6 novembre 2022 19h00 | Rapport   |         |          | Arbitrage : Tyler Klenk Federico Garcia Arbitre vidéo : Bruce Bale | Arbitrage : Tyler Klenk Federico Garcia Arbitre vidéo : Bruce Bale |

| Match 4               | Allemagne                               | 2 - 2             | Belgique                                             |                                                                    |                                                                    |
| 7 novembre 2022 19h00 | Sänger 13e · Strauss 33e                | (1 - 1)           | 10e Versavel · 59e Ballenghien                       | Arbitrage : Bruce Bale Rachel Williams Arbitre vidéo : Tyler Klenk | Arbitrage : Bruce Bale Rachel Williams Arbitre vidéo : Tyler Klenk |
| 7 novembre 2022 19h00 | Rapport                                 |                   |                                                      | Arbitrage : Bruce Bale Rachel Williams Arbitre vidéo : Tyler Klenk | Arbitrage : Bruce Bale Rachel Williams Arbitre vidéo : Tyler Klenk |
| 7 novembre 2022 19h00 | Schaunig · Lorenz · Strauss · Weidemann | Tirs au but 3 - 2 | Nelen · Ballenghien · Versavel · Englebert · Struijk | Arbitrage : Bruce Bale Rachel Williams Arbitre vidéo : Tyler Klenk | Arbitrage : Bruce Bale Rachel Williams Arbitre vidéo : Tyler Klenk |

| Match 5               | Argentine                       | 2 - 2             | Allemagne                           |                                                                         |                                                                         |
| 8 novembre 2022 19h00 | Jankunas 47e, 53e               | (0 - 1)           | 10e Stapenhorst · 55e Maertens      | Arbitrage : Tyler Klenk Federico Garcia Arbitre vidéo : Rachel Williams | Arbitrage : Tyler Klenk Federico Garcia Arbitre vidéo : Rachel Williams |
| 8 novembre 2022 19h00 | Rapport                         |                   |                                     | Arbitrage : Tyler Klenk Federico Garcia Arbitre vidéo : Rachel Williams | Arbitrage : Tyler Klenk Federico Garcia Arbitre vidéo : Rachel Williams |
| 8 novembre 2022 19h00 | Ma. Fernández · Andrade · Thome | Tirs au but 0 - 3 | Oruz · Lorenz · Strauss · Weidemann | Arbitrage : Tyler Klenk Federico Garcia Arbitre vidéo : Rachel Williams | Arbitrage : Tyler Klenk Federico Garcia Arbitre vidéo : Rachel Williams |

| Match 6               | Argentine                                                   | 2 - 2             | Belgique                                    |                                                                                |                                                                                |
| 9 novembre 2022 19h00 | Costa 30e · Jankunas 45e                                    | (1 - 0)           | 33e Struijk · 48e Ballenghien               | Arbitrage : Rachel Williams Federico Garcia Arbitre vidéo : Catalina Montesino | Arbitrage : Rachel Williams Federico Garcia Arbitre vidéo : Catalina Montesino |
| 9 novembre 2022 19h00 | Rapport                                                     |                   |                                             | Arbitrage : Rachel Williams Federico Garcia Arbitre vidéo : Catalina Montesino | Arbitrage : Rachel Williams Federico Garcia Arbitre vidéo : Catalina Montesino |
| 9 novembre 2022 19h00 | Von der Heyde · Sánchez · Granatto · Jankunas · Albertarrio | Tirs au but 1 - 2 | Versavel · Ballenghien · Englebert · Breyne | Arbitrage : Rachel Williams Federico Garcia Arbitre vidéo : Catalina Montesino | Arbitrage : Rachel Williams Federico Garcia Arbitre vidéo : Catalina Montesino |

### Mini-tournoi 3
Les matchs du mini-tournoi 3 ont lieu au Santiago del Estero Hockey Club à Santiago del Estero.
| Rang | Équipe          | Pts | J | G | N | P | Bp | Bc | Diff |
| ---- | --------------- | --- | - | - | - | - | -- | -- | ---- |
| 1    | Pays-Bas        | 12  | 4 | 4 | 0 | 0 | 13 | 2  | +11  |
| 2    | Argentine H     | 6   | 4 | 2 | 0 | 2 | 5  | 5  | 0    |
| 3    | Grande-Bretagne | 0   | 4 | 0 | 0 | 4 | 1  | 12 | -11  |

| 13 décembre 2022 | Grande-Bretagne | 1 - 2 | Pays-Bas        |
| 14 décembre 2022 | Argentine       | 1 - 3 | Pays-Bas        |
| 15 décembre 2022 | Argentine       | 3 - 0 | Grande-Bretagne |
| 16 décembre 2022 | Pays-Bas        | 6 - 0 | Grande-Bretagne |
| 17 décembre 2022 | Argentine       | 0 - 2 | Pays-Bas        |
| 18 décembre 2022 | Argentine       | 1 - 0 | Grande-Bretagne |

| Match 7                | Pays-Bas             | 2 - 1   | Grande-Bretagne |                                                                            |                                                                            |
| 13 décembre 2022 19h00 | Moes 8e · Jansen 18e | (2 - 1) | 12e Petter      | Arbitrage : Laurine Delforge Maggie Giddens Arbitre vidéo : Ayanna McClean | Arbitrage : Laurine Delforge Maggie Giddens Arbitre vidéo : Ayanna McClean |
| 13 décembre 2022 19h00 | Rapport              |         |                 | Arbitrage : Laurine Delforge Maggie Giddens Arbitre vidéo : Ayanna McClean | Arbitrage : Laurine Delforge Maggie Giddens Arbitre vidéo : Ayanna McClean |

| Match 8                | Argentine     | 1 - 3   | Pays-Bas                        |                                                                           |                                                                           |
| 14 décembre 2022 19h00 | Gorzelany 29e | (1 - 3) | 4e Dicke · 8e Burg · 20e Jansen | Arbitrage : Laurine Delforge Ayanna McClean Arbitre vidéo : Sean Rapaport | Arbitrage : Laurine Delforge Ayanna McClean Arbitre vidéo : Sean Rapaport |
| 14 décembre 2022 19h00 | Rapport       |         |                                 | Arbitrage : Laurine Delforge Ayanna McClean Arbitre vidéo : Sean Rapaport | Arbitrage : Laurine Delforge Ayanna McClean Arbitre vidéo : Sean Rapaport |

| Match 9                | Argentine                                 | 3 - 0   | Grande-Bretagne |                                                                             |                                                                             |
| 15 décembre 2022 19h00 | Gorzelany 31e · Granatto 33e · Campoy 39e | (0 - 0) |                 | Arbitrage : Federico Garcia Ayanna McClean Arbitre vidéo : Laurine Delforge | Arbitrage : Federico Garcia Ayanna McClean Arbitre vidéo : Laurine Delforge |
| 15 décembre 2022 19h00 | Rapport                                   |         |                 | Arbitrage : Federico Garcia Ayanna McClean Arbitre vidéo : Laurine Delforge | Arbitrage : Federico Garcia Ayanna McClean Arbitre vidéo : Laurine Delforge |

| Match 10               | Pays-Bas                                                              | 6 - 0   | Grande-Bretagne |                                                                         |                                                                         |
| 16 décembre 2022 19h00 | Veen 11e, 52e · Albers 17e · Sanders 25e · Barentsen 46e · Welten 54e | (3 - 0) |                 | Arbitrage : Maggie Giddens Ayanna McClean Arbitre vidéo : Sean Rapaport | Arbitrage : Maggie Giddens Ayanna McClean Arbitre vidéo : Sean Rapaport |
| 16 décembre 2022 19h00 | Rapport                                                               |         |                 | Arbitrage : Maggie Giddens Ayanna McClean Arbitre vidéo : Sean Rapaport | Arbitrage : Maggie Giddens Ayanna McClean Arbitre vidéo : Sean Rapaport |

| Match 11               | Argentine | 0 - 2   | Pays-Bas              |                                                                             |                                                                             |
| 17 décembre 2022 19h00 |           | (0 - 0) | 31e Moes · 58e Jansen | Arbitrage : Laurine Delforge Maggie Giddens Arbitre vidéo : Federico Garcia | Arbitrage : Laurine Delforge Maggie Giddens Arbitre vidéo : Federico Garcia |
| 17 décembre 2022 19h00 | Rapport   |         |                       | Arbitrage : Laurine Delforge Maggie Giddens Arbitre vidéo : Federico Garcia | Arbitrage : Laurine Delforge Maggie Giddens Arbitre vidéo : Federico Garcia |

| Match 12               | Argentine   | 1 - 0   | Grande-Bretagne |                                                                         |                                                                         |
| 18 décembre 2022 19h00 | Jankunas 2e | (1 - 0) |                 | Arbitrage : Maggie Giddens Sean Rapaport Arbitre vidéo : Ayanna McClean | Arbitrage : Maggie Giddens Sean Rapaport Arbitre vidéo : Ayanna McClean |
| 18 décembre 2022 19h00 | Rapport     |         |                 | Arbitrage : Maggie Giddens Sean Rapaport Arbitre vidéo : Ayanna McClean | Arbitrage : Maggie Giddens Sean Rapaport Arbitre vidéo : Ayanna McClean |

### Mini-tournoi 4
Les matchs du mini-tournoi 4 ont lieu au Sydney Olympic Park Hockey Centre à Sydney.
| Rang | Équipe      | Pts | J | G | N | P | Bp | Bc | Diff |
| ---- | ----------- | --- | - | - | - | - | -- | -- | ---- |
| 1    | Allemagne   | 8*  | 4 | 2 | 1 | 1 | 8  | 7  | +1   |
| 2    | Australie H | 8*  | 4 | 1 | 3 | 0 | 9  | 6  | +3   |
| 3    | Chine       | 2   | 4 | 0 | 2 | 2 | 4  | 8  | -4   |

| 10 février 2023 | Australie | 1 - 1 (3 - 1 t.a.b.) | Chine     |
| 11 février 2023 | Chine     | 1 - 2                | Allemagne |
| 12 février 2023 | Australie | 3 - 0                | Allemagne |
| 13 février 2023 | Australie | 2 - 2 (4 - 3 t.a.b.) | Chine     |
| 14 février 2023 | Allemagne | 3 - 0                | Chine     |
| 15 février 2023 | Australie | 3 - 3 (1 - 2 t.a.b.) | Allemagne |

| Match 13              | Australie                              | 1 - 1             | Chine                                |                                                                          |                                                                          |
| 10 février 2023 18h30 | Malone 29e                             | (1 - 1)           | 23e Zhang X.D.                       | Arbitrage : Kelly Hudson Junko Wagatsuma Arbitre vidéo : Aleisha Neumann | Arbitrage : Kelly Hudson Junko Wagatsuma Arbitre vidéo : Aleisha Neumann |
| 10 février 2023 18h30 | Rapport                                |                   |                                      | Arbitrage : Kelly Hudson Junko Wagatsuma Arbitre vidéo : Aleisha Neumann | Arbitrage : Kelly Hudson Junko Wagatsuma Arbitre vidéo : Aleisha Neumann |
| 10 février 2023 18h30 | Colwill · Williams · Greiner · Stewart | Tirs au but 3 - 1 | Ma N. · He J.X. · Chen Y. · Zou M.R. | Arbitrage : Kelly Hudson Junko Wagatsuma Arbitre vidéo : Aleisha Neumann | Arbitrage : Kelly Hudson Junko Wagatsuma Arbitre vidéo : Aleisha Neumann |

| Match 14              | Allemagne                  | 2 - 1   | Chine          |                                                                           |                                                                           |
| 11 février 2023 16h30 | Lorenz 11e · Fleschutz 25e | (2 - 1) | 17e Zhong J.Q. | Arbitrage : Aleisha Neumann Kristy Robertson Arbitre vidéo : Kelly Hudson | Arbitrage : Aleisha Neumann Kristy Robertson Arbitre vidéo : Kelly Hudson |
| 11 février 2023 16h30 | Rapport                    |         |                | Arbitrage : Aleisha Neumann Kristy Robertson Arbitre vidéo : Kelly Hudson | Arbitrage : Aleisha Neumann Kristy Robertson Arbitre vidéo : Kelly Hudson |

| Match 15              | Australie                    | 3 - 0   | Allemagne |                                                                           |                                                                           |
| 12 février 2023 16h30 | Malone (2x)24e · Stewart 58e | (2 - 0) |           | Arbitrage : Kelly Hudson Junko Wagatsuma Arbitre vidéo : Kristy Robertson | Arbitrage : Kelly Hudson Junko Wagatsuma Arbitre vidéo : Kristy Robertson |
| 12 février 2023 16h30 | Rapport                      |         |           | Arbitrage : Kelly Hudson Junko Wagatsuma Arbitre vidéo : Kristy Robertson | Arbitrage : Kelly Hudson Junko Wagatsuma Arbitre vidéo : Kristy Robertson |

| Match 16              | Australie                                  | 2 - 2             | Chine                                                 |                                                                           |                                                                           |
| 13 février 2023 18h30 | Claxton 52e · Peris 57e                    | (0 - 0)           | 37e Zhong J.Q. · 48e Gu B.F.                          | Arbitrage : Kristy Robertson Kelly Hudson Arbitre vidéo : Aleisha Neumann | Arbitrage : Kristy Robertson Kelly Hudson Arbitre vidéo : Aleisha Neumann |
| 13 février 2023 18h30 | Rapport                                    |                   |                                                       | Arbitrage : Kristy Robertson Kelly Hudson Arbitre vidéo : Aleisha Neumann | Arbitrage : Kristy Robertson Kelly Hudson Arbitre vidéo : Aleisha Neumann |
| 13 février 2023 18h30 | Schonell · Malone · Peris · Nobbs · Lawton | Tirs au but 4 - 3 | Liang M.Y. · Zhong J.Q. · Li H. · Zou M.R. · Liu C.C. | Arbitrage : Kristy Robertson Kelly Hudson Arbitre vidéo : Aleisha Neumann | Arbitrage : Kristy Robertson Kelly Hudson Arbitre vidéo : Aleisha Neumann |

| Match 17              | Allemagne                               | 3 - 0   | Chine |                                                                              |                                                                              |
| 14 février 2023 18h30 | Horn 49e · Stapenhorst 53e · Lorenz 54e | (0 - 0) |       | Arbitrage : Aleisha Neumann Kristy Robertson Arbitre vidéo : Junko Wagatsuma | Arbitrage : Aleisha Neumann Kristy Robertson Arbitre vidéo : Junko Wagatsuma |
| 14 février 2023 18h30 | Rapport                                 |         |       | Arbitrage : Aleisha Neumann Kristy Robertson Arbitre vidéo : Junko Wagatsuma | Arbitrage : Aleisha Neumann Kristy Robertson Arbitre vidéo : Junko Wagatsuma |

| Match 18              | Australie                                   | 3 - 3             | Allemagne                                      |                                                                          |                                                                          |
| 15 février 2023 18h30 | M. Fitzpatrick 1e · Peris 22e · Kershaw 54e | (2 - 1)           | 8e Pieper · 46e Fleschütz · 57e Strauss        | Arbitrage : Aleisha Neumann Junko Wagatsuma Arbitre vidéo : Kelly Hudson | Arbitrage : Aleisha Neumann Junko Wagatsuma Arbitre vidéo : Kelly Hudson |
| 15 février 2023 18h30 | Rapport                                     |                   |                                                | Arbitrage : Aleisha Neumann Junko Wagatsuma Arbitre vidéo : Kelly Hudson | Arbitrage : Aleisha Neumann Junko Wagatsuma Arbitre vidéo : Kelly Hudson |
| 15 février 2023 18h30 | Schonell · Kershaw · Malone · Nobbs · Peris | Tirs au but 1 - 2 | Weidemann · Lorenz · Strauss · Schröder · Huse | Arbitrage : Aleisha Neumann Junko Wagatsuma Arbitre vidéo : Kelly Hudson | Arbitrage : Aleisha Neumann Junko Wagatsuma Arbitre vidéo : Kelly Hudson |

### Mini-tournoi 5
Les matchs du mini-tournoi 5 ont lieu au Wellington National Hockey Center à Wellington.
| Rang | Équipe             | Pts | J | G | N | P | Bp | Bc | Diff |
| ---- | ------------------ | --- | - | - | - | - | -- | -- | ---- |
| 1    | Chine              | 8*  | 4 | 2 | 1 | 1 | 10 | 6  | +4   |
| 2    | Nouvelle-Zélande H | 5   | 4 | 1 | 2 | 1 | 8  | 8  | 0    |
| 3    | États-Unis         | 5*  | 4 | 1 | 1 | 2 | 5  | 9  | -4   |

| 18 février 2023 | Nouvelle-Zélande | 1 - 1 (0 - 2 t.a.b.) | États-Unis |
| 19 février 2023 | Nouvelle-Zélande | 1 - 1 (1 - 2 t.a.b.) | Chine      |
| 20 février 2023 | Chine            | 4 - 1                | États-Unis |
| 24 février 2023 | États-Unis       | 2 - 0                | Chine      |
| 25 février 2023 | Nouvelle-Zélande | 4 - 1                | États-Unis |
| 26 février 2023 | Nouvelle-Zélande | 2 - 5                | Chine      |

| Match 19              | Nouvelle-Zélande               | 1 - 1             | États-Unis                       |                                                                     |                                                                     |
| 18 février 2023 15h00 | Dickins 60e                    | (0 - 1)           | 21e Caarls                       | Arbitrage : Junko Wagatsuma Cookie Tan Arbitre vidéo : Amber Church | Arbitrage : Junko Wagatsuma Cookie Tan Arbitre vidéo : Amber Church |
| 18 février 2023 15h00 | Rapport                        |                   |                                  | Arbitrage : Junko Wagatsuma Cookie Tan Arbitre vidéo : Amber Church | Arbitrage : Junko Wagatsuma Cookie Tan Arbitre vidéo : Amber Church |
| 18 février 2023 15h00 | K. Doar · Ralph · Tynan · Hull | Tirs au but 0 - 2 | Lepage · Crouse · Sessa · Yeager | Arbitrage : Junko Wagatsuma Cookie Tan Arbitre vidéo : Amber Church | Arbitrage : Junko Wagatsuma Cookie Tan Arbitre vidéo : Amber Church |

| Match 20              | Nouvelle-Zélande                        | 1 - 1             | Chine                                                  |                                                                     |                                                                     |
| 19 février 2023 15h00 | Shannon 33e                             | (0 - 0)           | 33e Xu Y.A.                                            | Arbitrage : Amber Church Cookie Tan Arbitre vidéo : Junko Wagatsuma | Arbitrage : Amber Church Cookie Tan Arbitre vidéo : Junko Wagatsuma |
| 19 février 2023 15h00 | Rapport                                 |                   |                                                        | Arbitrage : Amber Church Cookie Tan Arbitre vidéo : Junko Wagatsuma | Arbitrage : Amber Church Cookie Tan Arbitre vidéo : Junko Wagatsuma |
| 19 février 2023 15h00 | K. Doar · Ralph · Merry · Hull · Jaques | Tirs au but 1 - 2 | Chen Y. · Zhong J.Q. · Zou M.R. · Zhang X.X. · He J.X. | Arbitrage : Amber Church Cookie Tan Arbitre vidéo : Junko Wagatsuma | Arbitrage : Amber Church Cookie Tan Arbitre vidéo : Junko Wagatsuma |

| Match 21              | Chine                               | 4 - 1   | États-Unis  |                                                                     |                                                                     |
| 20 février 2023 16h00 | Gu Y.Y. 11e · Gu B.F. 33e, 57e, 59e | (1 - 0) | 53e Magadan | Arbitrage : Amber Church Junko Wagatsuma Arbitre vidéo : Cookie Tan | Arbitrage : Amber Church Junko Wagatsuma Arbitre vidéo : Cookie Tan |
| 20 février 2023 16h00 | Rapport                             |         |             | Arbitrage : Amber Church Junko Wagatsuma Arbitre vidéo : Cookie Tan | Arbitrage : Amber Church Junko Wagatsuma Arbitre vidéo : Cookie Tan |

| Match 22              | Chine   | 0 - 2   | États-Unis               |                                                                        |                                                                        |
| 24 février 2023 16h00 |         | (0 - 1) | 28e Caarls · 33e Magadan | Arbitrage : Rachel Williams Cookie Tan Arbitre vidéo : David Tomlinson | Arbitrage : Rachel Williams Cookie Tan Arbitre vidéo : David Tomlinson |
| 24 février 2023 16h00 | Rapport |         |                          | Arbitrage : Rachel Williams Cookie Tan Arbitre vidéo : David Tomlinson | Arbitrage : Rachel Williams Cookie Tan Arbitre vidéo : David Tomlinson |

| Match 23              | Nouvelle-Zélande                           | 4 - 1   | États-Unis |                                                                        |                                                                        |
| 25 février 2023 15h00 | Hull 5e, 57e · Shannon 33e · H. Cotter 55e | (1 - 1) | 20e Crouse | Arbitrage : Rachel Williams Junko Wagatsuma Arbitre vidéo : Cookie Tan | Arbitrage : Rachel Williams Junko Wagatsuma Arbitre vidéo : Cookie Tan |
| 25 février 2023 15h00 | Rapport                                    |         |            | Arbitrage : Rachel Williams Junko Wagatsuma Arbitre vidéo : Cookie Tan | Arbitrage : Rachel Williams Junko Wagatsuma Arbitre vidéo : Cookie Tan |

| Match 24              | Nouvelle-Zélande          | 2 - 5   | Chine                                                           |                                                                        |                                                                        |
| 26 février 2023 15h00 | Merry 21e · H. Cotter 43e | (1 - 3) | 9e Gu B.F. · 23e Zhang X.X. · 27e, 53e Chen Y. · 55e Liang M.Y. | Arbitrage : David Tomlinson Cookie Tan Arbitre vidéo : Rachel Williams | Arbitrage : David Tomlinson Cookie Tan Arbitre vidéo : Rachel Williams |
| 26 février 2023 15h00 | Rapport                   |         |                                                                 | Arbitrage : David Tomlinson Cookie Tan Arbitre vidéo : Rachel Williams | Arbitrage : David Tomlinson Cookie Tan Arbitre vidéo : Rachel Williams |

### Mini-tournoi 6
Les matchs du mini-tournoi 6 ont lieu au Tasmanian Hockey Centre à Hobart.
| Rang | Équipe      | Pts | J | G | N | P | Bp | Bc | Diff |
| ---- | ----------- | --- | - | - | - | - | -- | -- | ---- |
| 1    | Argentine   | 9   | 4 | 3 | 0 | 1 | 7  | 2  | +5   |
| 2    | Australie H | 7   | 4 | 2 | 1 | 1 | 4  | 2  | +2   |
| 3    | États-Unis  | 2*  | 4 | 0 | 1 | 3 | 1  | 8  | -7   |

| 28 février 2023 | Australie  | 2 - 0                | Argentine  |
| 1er mars 2023   | Australie  | 0 - 0 (1 - 3 t.a.b.) | États-Unis |
| 2 mars 2023     | Argentine  | 3 - 0                | États-Unis |
| 3 mars 2023     | Australie  | 0 - 1                | Argentine  |
| 4 mars 2023     | Australie  | 2 - 1                | États-Unis |
| 5 mars 2023     | États-Unis | 0 - 3                | Argentine  |

| Match 25              | Australie                      | 2 - 0   | Argentine |                                                                     |                                                                     |
| 28 février 2023 17h00 | Cullum-Sanders 2e · Taylor 18e | (2 - 0) |           | Arbitrage : Rachel Williams Cookie Tan Arbitre vidéo : Raghu Prasad | Arbitrage : Rachel Williams Cookie Tan Arbitre vidéo : Raghu Prasad |
| 28 février 2023 17h00 | Rapport                        |         |           | Arbitrage : Rachel Williams Cookie Tan Arbitre vidéo : Raghu Prasad | Arbitrage : Rachel Williams Cookie Tan Arbitre vidéo : Raghu Prasad |

| Match 26            | Australie                                   | 0 - 0             | États-Unis                                   |                                                                     |                                                                     |
| 1er mars 2023 17h00 |                                             | (0 - 0)           |                                              | Arbitrage : Rachel Williams Cookie Tan Arbitre vidéo : Javed Shaikh | Arbitrage : Rachel Williams Cookie Tan Arbitre vidéo : Javed Shaikh |
| 1er mars 2023 17h00 | Rapport                                     |                   |                                              | Arbitrage : Rachel Williams Cookie Tan Arbitre vidéo : Javed Shaikh | Arbitrage : Rachel Williams Cookie Tan Arbitre vidéo : Javed Shaikh |
| 1er mars 2023 17h00 | Cullum-Sanders · A. Wilson · Tonkin · Young | Tirs au but 1 - 3 | Lepage · Magadan · Crouse · Sessa · De Vries | Arbitrage : Rachel Williams Cookie Tan Arbitre vidéo : Javed Shaikh | Arbitrage : Rachel Williams Cookie Tan Arbitre vidéo : Javed Shaikh |

| Match 27          | Argentine                                | 3 - 0   | États-Unis |                                                                     |                                                                     |
| 2 mars 2023 17h00 | Gorzelany 19e · Cairo 23e · Granatto 45e | (2 - 0) |            | Arbitrage : Rachel Williams Cookie Tan Arbitre vidéo : Javed Shaikh | Arbitrage : Rachel Williams Cookie Tan Arbitre vidéo : Javed Shaikh |
| 2 mars 2023 17h00 | Rapport                                  |         |            | Arbitrage : Rachel Williams Cookie Tan Arbitre vidéo : Javed Shaikh | Arbitrage : Rachel Williams Cookie Tan Arbitre vidéo : Javed Shaikh |

| Match 28          | Australie | 0 - 1   | Argentine         |                                                                     |                                                                     |
| 3 mars 2023 19h00 |           | (0 - 0) | 48e Von der Heyde | Arbitrage : Raghu Prasad Cookie Tan Arbitre vidéo : David Tomlinson | Arbitrage : Raghu Prasad Cookie Tan Arbitre vidéo : David Tomlinson |
| 3 mars 2023 19h00 | Rapport   |         |                   | Arbitrage : Raghu Prasad Cookie Tan Arbitre vidéo : David Tomlinson | Arbitrage : Raghu Prasad Cookie Tan Arbitre vidéo : David Tomlinson |

| Match 29          | Australie               | 2 - 1   | États-Unis  |                                                                       |                                                                       |
| 4 mars 2023 19h00 | Colwill 4e · Lawton 58e | (1 - 1) | 22e Hoffman | Arbitrage : Rachel Williams Javed Shaikh Arbitre vidéo : Raghu Prasad | Arbitrage : Rachel Williams Javed Shaikh Arbitre vidéo : Raghu Prasad |
| 4 mars 2023 19h00 | Rapport                 |         |             | Arbitrage : Rachel Williams Javed Shaikh Arbitre vidéo : Raghu Prasad | Arbitrage : Rachel Williams Javed Shaikh Arbitre vidéo : Raghu Prasad |

| Match 30          | Argentine                     | 3 - 0   | États-Unis |                                                                     |                                                                     |
| 5 mars 2023 19h00 | Granatto 18e, 56e · Thome 40e | (1 - 0) |            | Arbitrage : Rachel Williams Cookie Tan Arbitre vidéo : Javed Shaikh | Arbitrage : Rachel Williams Cookie Tan Arbitre vidéo : Javed Shaikh |
| 5 mars 2023 19h00 | Rapport                       |         |            | Arbitrage : Rachel Williams Cookie Tan Arbitre vidéo : Javed Shaikh | Arbitrage : Rachel Williams Cookie Tan Arbitre vidéo : Javed Shaikh |

### Mini-tournoi 8
Les matchs du mini-tournoi 8 ont lieu au Nga Puna Wai Hockey Stadium à Christchurch.
| Rang | Équipe             | Pts | J | G | N | P | Bp | Bc | Diff |
| ---- | ------------------ | --- | - | - | - | - | -- | -- | ---- |
| 1    | Grande-Bretagne    | 9   | 4 | 3 | 0 | 1 | 10 | 4  | +6   |
| 2    | Australie          | 9   | 4 | 3 | 0 | 1 | 7  | 4  | +3   |
| 3    | Nouvelle-Zélande H | 0   | 4 | 0 | 0 | 4 | 3  | 12 | -9   |

| 22 avril 2023 | Australie        | 0 - 1 | Grande-Bretagne |
| 23 avril 2023 | Nouvelle-Zélande | 0 - 2 | Grande-Bretagne |
| 25 avril 2023 | Nouvelle-Zélande | 1 - 2 | Australie       |
| 28 avril 2023 | Grande-Bretagne  | 1 - 3 | Australie       |
| 29 avril 2023 | Nouvelle-Zélande | 1 - 6 | Grande-Bretagne |
| 30 avril 2023 | Nouvelle-Zélande | 1 - 2 | Australie       |

| Match 31            | Australie | 0 - 1   | Grande-Bretagne |                                                                       |                                                                       |
| 22 avril 2023 14h00 |           | (0 - 1) | 13e Ansley      | Arbitrage : Amber Church Emi Yamada Arbitre vidéo : Gareth Greenfield | Arbitrage : Amber Church Emi Yamada Arbitre vidéo : Gareth Greenfield |
| 22 avril 2023 14h00 | Rapport   |         |                 | Arbitrage : Amber Church Emi Yamada Arbitre vidéo : Gareth Greenfield | Arbitrage : Amber Church Emi Yamada Arbitre vidéo : Gareth Greenfield |

| Match 32            | Nouvelle-Zélande | 0 - 2   | Grande-Bretagne |                                                                     |                                                                     |
| 23 avril 2023 16h30 |                  | (0 - 2) | 9e, 23e Howard  | Arbitrage : Aleisha Neumann Emi Yamada Arbitre vidéo : Steve Rogers | Arbitrage : Aleisha Neumann Emi Yamada Arbitre vidéo : Steve Rogers |
| 23 avril 2023 16h30 | Rapport          |         |                 | Arbitrage : Aleisha Neumann Emi Yamada Arbitre vidéo : Steve Rogers | Arbitrage : Aleisha Neumann Emi Yamada Arbitre vidéo : Steve Rogers |

| Match 33            | Nouvelle-Zélande | 1 - 2   | Australie               |                                                                     |                                                                     |
| 25 avril 2023 14h00 | Shannon 6e       | (1 - 0) | 49e Brooks · 58e Wilson | Arbitrage : Amber Church Aleisha Neumann Arbitre vidéo : Emi Yamada | Arbitrage : Amber Church Aleisha Neumann Arbitre vidéo : Emi Yamada |
| 25 avril 2023 14h00 | Rapport          |         |                         | Arbitrage : Amber Church Aleisha Neumann Arbitre vidéo : Emi Yamada | Arbitrage : Amber Church Aleisha Neumann Arbitre vidéo : Emi Yamada |

| Match 34            | Australie                     | 3 - 1   | Grande-Bretagne |                                                                       |                                                                       |
| 28 avril 2023 17h00 | Greiner 30e, 55e · Taylor 36e | (1 - 1) | 10e Howard      | Arbitrage : Amber Church Emi Yamada Arbitre vidéo : Gareth Greenfield | Arbitrage : Amber Church Emi Yamada Arbitre vidéo : Gareth Greenfield |
| 28 avril 2023 17h00 | Rapport                       |         |                 | Arbitrage : Amber Church Emi Yamada Arbitre vidéo : Gareth Greenfield | Arbitrage : Amber Church Emi Yamada Arbitre vidéo : Gareth Greenfield |

| Match 35            | Nouvelle-Zélande | 1 - 6   | Grande-Bretagne                                                            |                                                                     |                                                                     |
| 29 avril 2023 14h00 | K. Cotter 28e    | (1 - 3) | 2e Petter · 4e Bourne · 20e Balsdon · 51e Howard · 55e Martin · 59e Ansley | Arbitrage : Aleisha Neumann Emi Yamada Arbitre vidéo : Steve Rogers | Arbitrage : Aleisha Neumann Emi Yamada Arbitre vidéo : Steve Rogers |
| 29 avril 2023 14h00 | Rapport          |         |                                                                            | Arbitrage : Aleisha Neumann Emi Yamada Arbitre vidéo : Steve Rogers | Arbitrage : Aleisha Neumann Emi Yamada Arbitre vidéo : Steve Rogers |

| Match 36            | Nouvelle-Zélande | 1 - 2   | Australie         |                                                                     |                                                                     |
| 30 avril 2023 16h30 | Merry 14e        | (1 - 0) | 45e, 50e Schonell | Arbitrage : Amber Church Aleisha Neumann Arbitre vidéo : Emi Yamada | Arbitrage : Amber Church Aleisha Neumann Arbitre vidéo : Emi Yamada |
| 30 avril 2023 16h30 | Rapport          |         |                   | Arbitrage : Amber Church Aleisha Neumann Arbitre vidéo : Emi Yamada | Arbitrage : Amber Church Aleisha Neumann Arbitre vidéo : Emi Yamada |

### Mini-tournoi 9
Les matchs du mini-tournoi 9 ont lieu au Lee Valley Hockey & Tennis Centre à Londres.
| Rang | Équipe            | Pts | J | G | N | P | Bp | Bc | Diff |
| ---- | ----------------- | --- | - | - | - | - | -- | -- | ---- |
| 1    | Belgique          | 12  | 4 | 4 | 0 | 0 | 10 | 4  | +6   |
| 2    | Grande-Bretagne H | 6   | 4 | 2 | 0 | 1 | 7  | 4  | +3   |
| 3    | Chine             | 0   | 4 | 0 | 0 | 4 | 3  | 12 | -9   |

| 26 mai 2023 | Grande-Bretagne | 1 - 0 | Chine    |
| 27 mai 2023 | Belgique        | 3 - 1 | Chine    |
| 28 mai 2023 | Grande-Bretagne | 2 - 3 | Belgique |
| 2 juin 2023 | Grande-Bretagne | 4 - 3 | Chine    |
| 3 juin 2023 | Chine           | 1 - 3 | Belgique |
| 4 juin 2023 | Grande-Bretagne | 0 - 3 | Belgique |

| Match 37          | Grande-Bretagne | 1 - 0   | Chine |                                                                       |                                                                       |
| 26 mai 2023 17h00 | Martin 39e      | (0 - 0) |       | Arbitrage : Wanri Venter Ayanna McClean Arbitre vidéo : Sean Rapaport | Arbitrage : Wanri Venter Ayanna McClean Arbitre vidéo : Sean Rapaport |
| 26 mai 2023 17h00 | Rapport         |         |       | Arbitrage : Wanri Venter Ayanna McClean Arbitre vidéo : Sean Rapaport | Arbitrage : Wanri Venter Ayanna McClean Arbitre vidéo : Sean Rapaport |

| Match 38          | Belgique                                 | 3 - 1   | Chine       |                                                                      |                                                                      |
| 27 mai 2023 15h00 | Blockmans 11e · White 19e · Versavel 48e | (2 - 0) | 42e Gu B.F. | Arbitrage : Wanri Venter Lim Hong-Zhen Arbitre vidéo : Ahmed Elsayed | Arbitrage : Wanri Venter Lim Hong-Zhen Arbitre vidéo : Ahmed Elsayed |
| 27 mai 2023 15h00 | Rapport                                  |         |             | Arbitrage : Wanri Venter Lim Hong-Zhen Arbitre vidéo : Ahmed Elsayed | Arbitrage : Wanri Venter Lim Hong-Zhen Arbitre vidéo : Ahmed Elsayed |

| Match 39          | Grande-Bretagne         | 2 - 3   | Belgique                    |                                                                      |                                                                      |
| 28 mai 2023 15h00 | Balsdon 8e · Ansley 48e | (1 - 2) | 23e, 25e White · 33e Bonami | Arbitrage : Wanri Venter Ahmed Elsayed Arbitre vidéo : Lim Hong-Zhen | Arbitrage : Wanri Venter Ahmed Elsayed Arbitre vidéo : Lim Hong-Zhen |
| 28 mai 2023 15h00 | Rapport                 |         |                             | Arbitrage : Wanri Venter Ahmed Elsayed Arbitre vidéo : Lim Hong-Zhen | Arbitrage : Wanri Venter Ahmed Elsayed Arbitre vidéo : Lim Hong-Zhen |

| Match 40          | Grande-Bretagne                            | 4 - 3   | Chine                                       |                                                                       |                                                                       |
| 2 juin 2023 17h00 | Owsley 2e · Martin 5e, 40e · Robertson 20e | (3 - 1) | 10e Gu B.F. · 50e Zhang X.D. · 51e Zou M.R. | Arbitrage : Ayanna McClean Ahmed Elsayed Arbitre vidéo : Wanri Venter | Arbitrage : Ayanna McClean Ahmed Elsayed Arbitre vidéo : Wanri Venter |
| 2 juin 2023 17h00 | Rapport                                    |         |                                             | Arbitrage : Ayanna McClean Ahmed Elsayed Arbitre vidéo : Wanri Venter | Arbitrage : Ayanna McClean Ahmed Elsayed Arbitre vidéo : Wanri Venter |

| Match 41          | Belgique                                 | 3 - 1   | Chine        |                                                                        |                                                                        |
| 3 juin 2023 15h00 | Rasir 12e · White 26e · Vanden Borre 54e | (2 - 0) | 52e Liu C.C. | Arbitrage : Sean Rapaport Ayanna McClean Arbitre vidéo : Lim Hong-Zhen | Arbitrage : Sean Rapaport Ayanna McClean Arbitre vidéo : Lim Hong-Zhen |
| 3 juin 2023 15h00 | Rapport                                  |         |              | Arbitrage : Sean Rapaport Ayanna McClean Arbitre vidéo : Lim Hong-Zhen | Arbitrage : Sean Rapaport Ayanna McClean Arbitre vidéo : Lim Hong-Zhen |

| Match 42          | Grande-Bretagne | 0 - 3   | Belgique                          |                                                                       |                                                                       |
| 4 juin 2023 15h00 |                 | (0 - 0) | 48e Gerniers · 52e, 54e Englebert | Arbitrage : Wanri Venter Ayanna McClean Arbitre vidéo : Sean Rapaport | Arbitrage : Wanri Venter Ayanna McClean Arbitre vidéo : Sean Rapaport |
| 4 juin 2023 15h00 | Rapport         |         |                                   | Arbitrage : Wanri Venter Ayanna McClean Arbitre vidéo : Sean Rapaport | Arbitrage : Wanri Venter Ayanna McClean Arbitre vidéo : Sean Rapaport |

### Mini-tournoi 10
Les matchs du mini-tournoi 10 ont lieu au HC Oranje-Rood à Eindhoven.
| Rang | Équipe     | Pts | J | G | N | P | Bp | Bc | Diff |
| ---- | ---------- | --- | - | - | - | - | -- | -- | ---- |
| 1    | Pays-Bas H | 10  | 4 | 3 | 1 | 0 | 18 | 7  | +11  |
| 2    | Argentine  | 6   | 2 | 2 | 0 | 0 | 4  | 2  | +2   |
| 3    | Australie  | 2*  | 2 | 0 | 1 | 1 | 5  | 10 | -5   |
| 4    | Chine      | 0   | 4 | 0 | 0 | 4 | 4  | 12 | -8   |

| 7 juin 2023  | Pays-Bas  | 4 - 0                | Chine     |
| 8 juin 2023  | Pays-Bas  | 7 - 2                | Australie |
| 9 juin 2023  | Argentine | 2 - 1                | Chine     |
| 10 juin 2023 | Pays-Bas  | 4 - 2                | Chine     |
| 11 juin 2023 | Pays-Bas  | 3 - 3 (1 - 2 t.a.b.) | Australie |
| 12 juin 2023 | Chine     | 1 - 2                | Argentine |

| Match 43          | Pays-Bas                                   | 4 - 0   | Chine |                                                                           |                                                                           |
| 7 juin 2023 17h00 | Albers 3e · Fokke 4e · Veen 43e · Burg 45e | (2 - 0) |       | Arbitrage : Hannah Harrison Sarah Wilson Arbitre vidéo : Laurine Delforge | Arbitrage : Hannah Harrison Sarah Wilson Arbitre vidéo : Laurine Delforge |
| 7 juin 2023 17h00 | Rapport                                    |         |       | Arbitrage : Hannah Harrison Sarah Wilson Arbitre vidéo : Laurine Delforge | Arbitrage : Hannah Harrison Sarah Wilson Arbitre vidéo : Laurine Delforge |

| Match 44          | Pays-Bas                                               | 7 - 2   | Australie      |                                                                                 |                                                                                 |
| 8 juin 2023 19h30 | Jansen 12e, 22e, 58e · Matla 16e, 49e · Dicke 29e, 48e | (4 - 1) | 4e, 40e Malone | Arbitrage : Laurine Delforge Céline Martin-Schmets Arbitre vidéo : Sarah Wilson | Arbitrage : Laurine Delforge Céline Martin-Schmets Arbitre vidéo : Sarah Wilson |
| 8 juin 2023 19h30 | Rapport                                                |         |                | Arbitrage : Laurine Delforge Céline Martin-Schmets Arbitre vidéo : Sarah Wilson | Arbitrage : Laurine Delforge Céline Martin-Schmets Arbitre vidéo : Sarah Wilson |

| Match 45          | Argentine              | 2 - 1   | Chine          |                                                                               |                                                                               |
| 9 juin 2023 17h00 | Thome 37e · Raposo 60e | (0 - 0) | 52e Zhang X.X. | Arbitrage : Hannah Harrison Céline Martin-Schmets Arbitre vidéo : Ben Göntgen | Arbitrage : Hannah Harrison Céline Martin-Schmets Arbitre vidéo : Ben Göntgen |
| 9 juin 2023 17h00 | Rapport                |         |                | Arbitrage : Hannah Harrison Céline Martin-Schmets Arbitre vidéo : Ben Göntgen | Arbitrage : Hannah Harrison Céline Martin-Schmets Arbitre vidéo : Ben Göntgen |

| Match 46           | Pays-Bas                                | 4 - 2   | Chine                      |                                                                                 |                                                                                 |
| 10 juin 2023 15h00 | Dicke 19e · Jansen 25e, 53e · Matla 42e | (2 - 1) | 19e He J.X. · 34e Zou M.R. | Arbitrage : Laurine Delforge Sarah Wilson Arbitre vidéo : Céline Martin-Schmets | Arbitrage : Laurine Delforge Sarah Wilson Arbitre vidéo : Céline Martin-Schmets |
| 10 juin 2023 15h00 | Rapport                                 |         |                            | Arbitrage : Laurine Delforge Sarah Wilson Arbitre vidéo : Céline Martin-Schmets | Arbitrage : Laurine Delforge Sarah Wilson Arbitre vidéo : Céline Martin-Schmets |

| Match 47           | Pays-Bas                                   | 3 - 3             | Australie                           |                                                                               |                                                                               |
| 11 juin 2023 15h00 | Verschoor 6e · Jansen 20e · Albers 29e     | (3 - 3)           | 15e Peris · 22e Malone · 28e Brooks | Arbitrage : Ben Göntgen Céline Martin-Schmets Arbitre vidéo : Hannah Harrison | Arbitrage : Ben Göntgen Céline Martin-Schmets Arbitre vidéo : Hannah Harrison |
| 11 juin 2023 15h00 | Rapport                                    |                   |                                     | Arbitrage : Ben Göntgen Céline Martin-Schmets Arbitre vidéo : Hannah Harrison | Arbitrage : Ben Göntgen Céline Martin-Schmets Arbitre vidéo : Hannah Harrison |
| 11 juin 2023 15h00 | Matla · De Waard · Veen · Moes · Verschoor | Tirs au but 1 - 2 | Schonell · Malone · Kershaw · Nobbs | Arbitrage : Ben Göntgen Céline Martin-Schmets Arbitre vidéo : Hannah Harrison | Arbitrage : Ben Göntgen Céline Martin-Schmets Arbitre vidéo : Hannah Harrison |

| Match 48           | Argentine                | 2 - 1   | Chine        |                                                                                |                                                                                |
| 12 juin 2023 17h00 | Piccardo 21e · Costa 58e | (1 - 1) | 26e Zhang Y. | Arbitrage : Hannah Harrison Sarah Wilson Arbitre vidéo : Céline Martin-Schmets | Arbitrage : Hannah Harrison Sarah Wilson Arbitre vidéo : Céline Martin-Schmets |
| 12 juin 2023 17h00 | Rapport                  |         |              | Arbitrage : Hannah Harrison Sarah Wilson Arbitre vidéo : Céline Martin-Schmets | Arbitrage : Hannah Harrison Sarah Wilson Arbitre vidéo : Céline Martin-Schmets |

### Mini-tournoi 11
Les matchs du mini-tournoi 11 ont lieu au Lee Valley Hockey & Tennis Centre à Londres.
| Rang | Équipe            | Pts | J | G | N | P | Bp | Bc | Diff |
| ---- | ----------------- | --- | - | - | - | - | -- | -- | ---- |
| 1    | Pays-Bas          | 6   | 2 | 2 | 0 | 0 | 9  | 2  | +7   |
| 2    | Allemagne         | 6   | 2 | 2 | 0 | 0 | 6  | 1  | +5   |
| 3    | Grande-Bretagne H | 6   | 4 | 2 | 0 | 2 | 7  | 9  | -2   |
| 4    | États-Unis        | 0   | 4 | 0 | 0 | 4 | 5  | 15 | -10  |

| 16 juin 2023 | Grande-Bretagne | 0 - 2 | Allemagne  |
| 17 juin 2023 | Pays-Bas        | 6 - 0 | États-Unis |
| 18 juin 2023 | Grande-Bretagne | 4 - 2 | États-Unis |
| 19 juin 2023 | Grande-Bretagne | 1 - 4 | Allemagne  |
| 20 juin 2023 | États-Unis      | 2 - 3 | Pays-Bas   |
| 21 juin 2023 | Grande-Bretagne | 2 - 1 | États-Unis |

| Match 49           | Grande-Bretagne | 0 - 2   | Allemagne              |                                                                                     |                                                                                     |
| 16 juin 2023 12h30 |                 | (0 - 0) | 51e Wenzel · 56e Heinz | Arbitrage : Céline Martin-Schmets Alison Keogh Arbitre vidéo : Germán Montes de Oca | Arbitrage : Céline Martin-Schmets Alison Keogh Arbitre vidéo : Germán Montes de Oca |
| 16 juin 2023 12h30 | Rapport         |         |                        | Arbitrage : Céline Martin-Schmets Alison Keogh Arbitre vidéo : Germán Montes de Oca | Arbitrage : Céline Martin-Schmets Alison Keogh Arbitre vidéo : Germán Montes de Oca |

| Match 51           | Pays-Bas                                                            | 6 - 0   | États-Unis |                                                                            |                                                                            |
| 17 juin 2023 12h30 | Dicke 7e, 50e · Burg 20e · Van Laarhoven 49e · Veen 54e · Fokke 58e | (2 - 0) |            | Arbitrage : Céline Martin-Schmets Tyler Klenk Arbitre vidéo : Alison Keogh | Arbitrage : Céline Martin-Schmets Tyler Klenk Arbitre vidéo : Alison Keogh |
| 17 juin 2023 12h30 | Rapport                                                             |         |            | Arbitrage : Céline Martin-Schmets Tyler Klenk Arbitre vidéo : Alison Keogh | Arbitrage : Céline Martin-Schmets Tyler Klenk Arbitre vidéo : Alison Keogh |

| Match 53           | Grande-Bretagne                                 | 4 - 2   | États-Unis            |                                                                           |                                                                           |
| 18 juin 2023 12h30 | Crackles 4e · S. Hamilton 10e · Watson 23e, 29e | (4 - 2) | 25e Tamer · 27e Sessa | Arbitrage : Germán Montes de Oca Alison Keogh Arbitre vidéo : Tyler Klenk | Arbitrage : Germán Montes de Oca Alison Keogh Arbitre vidéo : Tyler Klenk |
| 18 juin 2023 12h30 | Rapport                                         |         |                       | Arbitrage : Germán Montes de Oca Alison Keogh Arbitre vidéo : Tyler Klenk | Arbitrage : Germán Montes de Oca Alison Keogh Arbitre vidéo : Tyler Klenk |

| Match 55           | Grande-Bretagne | 1 - 4   | Allemagne                                          |                                                                                     |                                                                                     |
| 19 juin 2023 20h00 | Rayer 23e       | (1 - 2) | 1e Granitzki · 6e Fleschütz · 33e Huse · 58e Heinz | Arbitrage : Germán Montes de Oca Céline Martin-Schmets Arbitre vidéo : Alison Keogh | Arbitrage : Germán Montes de Oca Céline Martin-Schmets Arbitre vidéo : Alison Keogh |
| 19 juin 2023 20h00 | Rapport         |         |                                                    | Arbitrage : Germán Montes de Oca Céline Martin-Schmets Arbitre vidéo : Alison Keogh | Arbitrage : Germán Montes de Oca Céline Martin-Schmets Arbitre vidéo : Alison Keogh |

| Match 57           | Pays-Bas                          | 3 - 2   | États-Unis             |                                                                            |                                                                            |
| 20 juin 2023 14h30 | Burg 39e, 42e · Van Laarhoven 56e | (0 - 1) | 2e Tamer · 36e Rodgers | Arbitrage : Céline Martin-Schmets Alison Keogh Arbitre vidéo : Tyler Klenk | Arbitrage : Céline Martin-Schmets Alison Keogh Arbitre vidéo : Tyler Klenk |
| 20 juin 2023 14h30 | Rapport                           |         |                        | Arbitrage : Céline Martin-Schmets Alison Keogh Arbitre vidéo : Tyler Klenk | Arbitrage : Céline Martin-Schmets Alison Keogh Arbitre vidéo : Tyler Klenk |

| Match 60           | Grande-Bretagne           | 2 - 1   | États-Unis |                                                                            |                                                                            |
| 21 juin 2023 20h00 | Hamilton 22e · Owsley 58e | (1 - 0) | 45e Caarls | Arbitrage : Céline Martin-Schmets Tyler Klenk Arbitre vidéo : Alison Keogh | Arbitrage : Céline Martin-Schmets Tyler Klenk Arbitre vidéo : Alison Keogh |
| 21 juin 2023 20h00 | Rapport                   |         |            | Arbitrage : Céline Martin-Schmets Tyler Klenk Arbitre vidéo : Alison Keogh | Arbitrage : Céline Martin-Schmets Tyler Klenk Arbitre vidéo : Alison Keogh |

### Mini-tournoi 12
Les matchs du mini-tournoi 12 ont lieu à la Wilrijkse Plein à Anvers.
| Rang | Équipe           | Pts | J | G | N | P | Bp | Bc | Diff |
| ---- | ---------------- | --- | - | - | - | - | -- | -- | ---- |
| 1    | Belgique H       | 7   | 4 | 2 | 1 | 1 | 10 | 4  | +6   |
| 2    | Australie        | 5*  | 2 | 1 | 1 | 0 | 3  | 1  | +2   |
| 3    | Argentine        | 3   | 2 | 1 | 0 | 1 | 5  | 2  | +3   |
| 4    | Nouvelle-Zélande | 3   | 4 | 1 | 0 | 3 | 3  | 14 | -11  |

| 16 juin 2023 | Belgique         | 0 - 2                | Australie        |
| 17 juin 2023 | Argentine        | 1 - 2                | Nouvelle-Zélande |
| 18 juin 2023 | Belgique         | 7 - 0                | Nouvelle-Zélande |
| 19 juin 2023 | Belgique         | 1 - 1 (2 - 3 t.a.b.) | Australie        |
| 20 juin 2023 | Nouvelle-Zélande | 0 - 4                | Argentine        |
| 21 juin 2023 | Belgique         | 2 - 1                | Nouvelle-Zélande |

| Match 50           | Belgique | 0 - 2   | Australie                |                                                                            |                                                                            |
| 16 juin 2023 20h30 |          | (0 - 1) | 8e Schonell · 35e Malone | Arbitrage : Liu Xiaoying Annelize Rostron Arbitre vidéo : Michelle Meister | Arbitrage : Liu Xiaoying Annelize Rostron Arbitre vidéo : Michelle Meister |
| 16 juin 2023 20h30 | Rapport  |         |                          | Arbitrage : Liu Xiaoying Annelize Rostron Arbitre vidéo : Michelle Meister | Arbitrage : Liu Xiaoying Annelize Rostron Arbitre vidéo : Michelle Meister |

| Match 52           | Argentine | 1 - 2   | Nouvelle-Zélande        |                                                                            |                                                                            |
| 17 juin 2023 14h00 | Costa 20e | (1 - 1) | 11e Shannon · 45e Ralph | Arbitrage : Michelle Meister Liu Xiaoying Arbitre vidéo : Annelize Rostron | Arbitrage : Michelle Meister Liu Xiaoying Arbitre vidéo : Annelize Rostron |
| 17 juin 2023 14h00 | Rapport   |         |                         | Arbitrage : Michelle Meister Liu Xiaoying Arbitre vidéo : Annelize Rostron | Arbitrage : Michelle Meister Liu Xiaoying Arbitre vidéo : Annelize Rostron |

| Match 54           | Belgique                                                                         | 7 - 0   | Nouvelle-Zélande |                                                                          |                                                                          |
| 18 juin 2023 14h00 | Marien 6e, 47e · Vanden Borre 7e · Englebert 42e · White 54e, 58e · Versavel 56e | (2 - 0) |                  | Arbitrage : Coen van Bunge Annelize Rostron Arbitre vidéo : Liu Xiaoying | Arbitrage : Coen van Bunge Annelize Rostron Arbitre vidéo : Liu Xiaoying |
| 18 juin 2023 14h00 | Rapport                                                                          |         |                  | Arbitrage : Coen van Bunge Annelize Rostron Arbitre vidéo : Liu Xiaoying | Arbitrage : Coen van Bunge Annelize Rostron Arbitre vidéo : Liu Xiaoying |

| Match 56           | Belgique                                                         | 1 - 1             | Australie                                                |                                                                             |                                                                             |
| 19 juin 2023 20h30 | Vanden Borre 27e                                                 | (1 - 1)           | 10e Kershaw                                              | Arbitrage : Michelle Meister Annelize Rostron Arbitre vidéo : Martin Madden | Arbitrage : Michelle Meister Annelize Rostron Arbitre vidéo : Martin Madden |
| 19 juin 2023 20h30 | Rapport                                                          |                   |                                                          | Arbitrage : Michelle Meister Annelize Rostron Arbitre vidéo : Martin Madden | Arbitrage : Michelle Meister Annelize Rostron Arbitre vidéo : Martin Madden |
| 19 juin 2023 20h30 | Englebert · Versavel · Rasir · Breyne · Blockmans · ---- · Rasir | Tirs au but 2 - 3 | Kershaw · Malone · Lawton · Nobbs · Peris · ---- · Nobbs | Arbitrage : Michelle Meister Annelize Rostron Arbitre vidéo : Martin Madden | Arbitrage : Michelle Meister Annelize Rostron Arbitre vidéo : Martin Madden |

| Match 58           | Argentine                                                | 4 - 0   | Nouvelle-Zélande |                                                                            |                                                                            |
| 20 juin 2023 18h00 | Alonso 15e · Albertarrio 42e · Toccalino 50e · Costa 56e | (1 - 0) |                  | Arbitrage : Liu Xiaoying Annelize Rostron Arbitre vidéo : Michelle Meister | Arbitrage : Liu Xiaoying Annelize Rostron Arbitre vidéo : Michelle Meister |
| 20 juin 2023 18h00 | Rapport                                                  |         |                  | Arbitrage : Liu Xiaoying Annelize Rostron Arbitre vidéo : Michelle Meister | Arbitrage : Liu Xiaoying Annelize Rostron Arbitre vidéo : Michelle Meister |

| Match 59           | Belgique                       | 2 - 1   | Nouvelle-Zélande |                                                                          |                                                                          |
| 21 juin 2023 18h00 | Vanden Borre 1e · E. White 16e | (2 - 0) | 57e T. White     | Arbitrage : Michelle Meister Liu Xiaoying Arbitre vidéo : Coen van Bunge | Arbitrage : Michelle Meister Liu Xiaoying Arbitre vidéo : Coen van Bunge |
| 21 juin 2023 18h00 | Rapport                        |         |                  | Arbitrage : Michelle Meister Liu Xiaoying Arbitre vidéo : Coen van Bunge | Arbitrage : Michelle Meister Liu Xiaoying Arbitre vidéo : Coen van Bunge |

### Mini-tournoi 13
Les matchs du mini-tournoi 13 ont lieu au Wagener Stadium à Amsterdam.
| Rang | Équipe           | Pts | J | G | N | P | Bp | Bc | Diff |
| ---- | ---------------- | --- | - | - | - | - | -- | -- | ---- |
| 1    | Pays-Bas H       | 12  | 4 | 4 | 0 | 0 | 18 | 3  | +15  |
| 2    | Allemagne        | 4   | 4 | 1 | 1 | 2 | 4  | 8  | -4   |
| 3    | Nouvelle-Zélande | 2*  | 4 | 0 | 1 | 3 | 3  | 14 | -11  |

| 23 juin 2023 | Pays-Bas         | 5 - 0                | Allemagne        |
| 24 juin 2023 | Pays-Bas         | 4 - 1                | Nouvelle-Zélande |
| 25 juin 2023 | Allemagne        | 3 - 1                | Nouvelle-Zélande |
| 26 juin 2023 | Pays-Bas         | 2 - 1                | Allemagne        |
| 27 juin 2023 | Pays-Bas         | 7 - 1                | Nouvelle-Zélande |
| 28 juin 2023 | Nouvelle-Zélande | 0 - 0 (3 - 1 t.a.b.) | Allemagne        |

| Match 61           | Pays-Bas                                  | 5 - 0   | Allemagne |                                                                          |                                                                          |
| 23 juin 2023 19h30 | Matla 9e · Jansen 18e, 23e · Burg (2x)55e | (3 - 0) |           | Arbitrage : Liu Xiaoying Annelize Rostron Arbitre vidéo : Gabriel Labate | Arbitrage : Liu Xiaoying Annelize Rostron Arbitre vidéo : Gabriel Labate |
| 23 juin 2023 19h30 | Rapport                                   |         |           | Arbitrage : Liu Xiaoying Annelize Rostron Arbitre vidéo : Gabriel Labate | Arbitrage : Liu Xiaoying Annelize Rostron Arbitre vidéo : Gabriel Labate |

| Match 62           | Pays-Bas                                        | 4 - 1   | Nouvelle-Zélande |                                                                         |                                                                         |
| 24 juin 2023 15h00 | Matla 2e · Dicke 17e · Barentsen 20e · Veen 41e | (3 - 0) | 56e H. Cotter    | Arbitrage : Irene Presenqui Liu Xiaoying Arbitre vidéo : Gabriel Labate | Arbitrage : Irene Presenqui Liu Xiaoying Arbitre vidéo : Gabriel Labate |
| 24 juin 2023 15h00 | Rapport                                         |         |                  | Arbitrage : Irene Presenqui Liu Xiaoying Arbitre vidéo : Gabriel Labate | Arbitrage : Irene Presenqui Liu Xiaoying Arbitre vidéo : Gabriel Labate |

| Match 63           | Allemagne                                   | 3 - 1   | Nouvelle-Zélande |                                                                             |                                                                             |
| 25 juin 2023 17h30 | Granitzki 2e · Zimmermann 41e · Micheel 50e | (1 - 0) | 34e H. Cotter    | Arbitrage : Gabriel Labate Annelize Rostron Arbitre vidéo : Irene Presenqui | Arbitrage : Gabriel Labate Annelize Rostron Arbitre vidéo : Irene Presenqui |
| 25 juin 2023 17h30 | Rapport                                     |         |                  | Arbitrage : Gabriel Labate Annelize Rostron Arbitre vidéo : Irene Presenqui | Arbitrage : Gabriel Labate Annelize Rostron Arbitre vidéo : Irene Presenqui |

| Match 64           | Pays-Bas                | 2 - 1   | Allemagne |                                                                              |                                                                              |
| 26 juin 2023 19h30 | Sanders 45e · Dicke 55e | (0 - 0) | 58e Huse  | Arbitrage : Irene Presenqui Annelize Rostron Arbitre vidéo : Jonas van't Hek | Arbitrage : Irene Presenqui Annelize Rostron Arbitre vidéo : Jonas van't Hek |
| 26 juin 2023 19h30 | Rapport                 |         |           | Arbitrage : Irene Presenqui Annelize Rostron Arbitre vidéo : Jonas van't Hek | Arbitrage : Irene Presenqui Annelize Rostron Arbitre vidéo : Jonas van't Hek |

| Match 65           | Pays-Bas                                                             | 7 - 1   | Nouvelle-Zélande |                                                                          |                                                                          |
| 27 juin 2023 17h00 | Jansen 3e · De Waard 5e · Burg 8e · Zandee 37e, 51e · Matla 40e, 59e | (3 - 0) | 31e Merry        | Arbitrage : Jonas van't Hek Liu Xiaoying Arbitre vidéo : Irene Presenqui | Arbitrage : Jonas van't Hek Liu Xiaoying Arbitre vidéo : Irene Presenqui |
| 27 juin 2023 17h00 | Rapport                                                              |         |                  | Arbitrage : Jonas van't Hek Liu Xiaoying Arbitre vidéo : Irene Presenqui | Arbitrage : Jonas van't Hek Liu Xiaoying Arbitre vidéo : Irene Presenqui |

| Match 66           | Allemagne                              | 0 - 0             | Nouvelle-Zélande             |                                                                         |                                                                         |
| 28 juin 2023 17h00 |                                        |                   |                              | Arbitrage : Irene Presenqui Liu Xiaoying Arbitre vidéo : Gabriel Labate | Arbitrage : Irene Presenqui Liu Xiaoying Arbitre vidéo : Gabriel Labate |
| 28 juin 2023 17h00 | Rapport                                |                   |                              | Arbitrage : Irene Presenqui Liu Xiaoying Arbitre vidéo : Gabriel Labate | Arbitrage : Irene Presenqui Liu Xiaoying Arbitre vidéo : Gabriel Labate |
| 28 juin 2023 17h00 | Heinz · Micheel · Strauss · Zimmermann | Tirs au but 1 - 3 | Merry · Ralph · Hull · Tynan | Arbitrage : Irene Presenqui Liu Xiaoying Arbitre vidéo : Gabriel Labate | Arbitrage : Irene Presenqui Liu Xiaoying Arbitre vidéo : Gabriel Labate |

### Mini-tournoi 14
Les matchs du mini-tournoi 14 ont lieu à la Wilrijkse Plein à Anvers.
| Rang | Équipe     | Pts | J | G | N | P | Bp | Bc | Diff |
| ---- | ---------- | --- | - | - | - | - | -- | -- | ---- |
| 1    | Allemagne  | 6   | 2 | 2 | 0 | 0 | 11 | 2  | +9   |
| 2    | Pays-Bas   | 6   | 2 | 2 | 0 | 0 | 4  | 1  | +3   |
| 3    | Belgique H | 6   | 4 | 2 | 0 | 2 | 6  | 4  | +2   |
| 4    | États-Unis | 0   | 4 | 0 | 0 | 4 | 2  | 16 | -14  |

| 30 juin 2023     | Allemagne  | 6 - 0 | États-Unis |
| 1er juillet 2023 | Belgique   | 0 - 2 | Pays-Bas   |
| 2 juillet 2023   | Belgique   | 4 - 0 | États-Unis |
| 3 juillet 2023   | États-Unis | 2 - 5 | Allemagne  |
| 4 juillet 2023   | Belgique   | 1 - 2 | Pays-Bas   |
| 5 juillet 2023   | Belgique   | 1 - 0 | États-Unis |

| Match 67           | Allemagne                                                        | 6 - 0   | États-Unis |                                                                        |                                                                        |
| 30 juin 2023 18h00 | Nolte 1e · Wiedermann 12e, 59e · Oruz 26e · Stapenhorst 28e, 42e | (4 - 0) |            | Arbitrage : Irene Presenqui Sarah Wilson Arbitre vidéo : Martin Madden | Arbitrage : Irene Presenqui Sarah Wilson Arbitre vidéo : Martin Madden |
| 30 juin 2023 18h00 | Rapport                                                          |         |            | Arbitrage : Irene Presenqui Sarah Wilson Arbitre vidéo : Martin Madden | Arbitrage : Irene Presenqui Sarah Wilson Arbitre vidéo : Martin Madden |

| Match 68               | Belgique | 0 - 2   | Pays-Bas                 |                                                                        |                                                                        |
| 1er juillet 2023 14h00 |          | (0 - 0) | 53e de Waard · 60e Malta | Arbitrage : Irene Presenqui Alison Keogh Arbitre vidéo : Martin Madden | Arbitrage : Irene Presenqui Alison Keogh Arbitre vidéo : Martin Madden |
| 1er juillet 2023 14h00 | Rapport  |         |                          | Arbitrage : Irene Presenqui Alison Keogh Arbitre vidéo : Martin Madden | Arbitrage : Irene Presenqui Alison Keogh Arbitre vidéo : Martin Madden |

| Match 69             | Belgique                                         | 4 - 0   | États-Unis |                                                                     |                                                                     |
| 2 juillet 2023 16h30 | Vanden Borre 5, 51e · Marien 24e · Englebert 55e | (2 - 0) |            | Arbitrage : Alison Keogh Sarah Wilson Arbitre vidéo : Martin Madden | Arbitrage : Alison Keogh Sarah Wilson Arbitre vidéo : Martin Madden |
| 2 juillet 2023 16h30 | Rapport                                          |         |            | Arbitrage : Alison Keogh Sarah Wilson Arbitre vidéo : Martin Madden | Arbitrage : Alison Keogh Sarah Wilson Arbitre vidéo : Martin Madden |

| Match 70             | Allemagne                                                             | 5 - 2   | États-Unis              |                                                                        |                                                                        |
| 3 juillet 2023 18h00 | Heinz 5e · Stapenhorst 6e · Micheel 42e · Fleschütz 47e · Strauss 60e | (2 - 0) | 48e Magadan · 57e Grega | Arbitrage : Michiel Otten Irene Presenqui Arbitre vidéo : Sarah Wilson | Arbitrage : Michiel Otten Irene Presenqui Arbitre vidéo : Sarah Wilson |
| 3 juillet 2023 18h00 | Rapport                                                               |         |                         | Arbitrage : Michiel Otten Irene Presenqui Arbitre vidéo : Sarah Wilson | Arbitrage : Michiel Otten Irene Presenqui Arbitre vidéo : Sarah Wilson |

| Match 71             | Belgique   | 1 - 2   | Pays-Bas        |                                                                        |                                                                        |
| 4 juillet 2023 18h00 | Marien 41e | (0 - 0) | 45e, 52e Jansen | Arbitrage : Michiel Otten Alison Keogh Arbitre vidéo : Irene Presenqui | Arbitrage : Michiel Otten Alison Keogh Arbitre vidéo : Irene Presenqui |
| 4 juillet 2023 18h00 | Rapport    |         |                 | Arbitrage : Michiel Otten Alison Keogh Arbitre vidéo : Irene Presenqui | Arbitrage : Michiel Otten Alison Keogh Arbitre vidéo : Irene Presenqui |

| Match 72             | Belgique   | 1 - 0   | États-Unis |                                                                        |                                                                        |
| 5 juillet 2023 20h45 | Bonami 22e | (1 - 0) |            | Arbitrage : Irene Presenqui Sarah Wilson Arbitre vidéo : Michiel Otten | Arbitrage : Irene Presenqui Sarah Wilson Arbitre vidéo : Michiel Otten |
| 5 juillet 2023 20h45 | Rapport    |         |            | Arbitrage : Irene Presenqui Sarah Wilson Arbitre vidéo : Michiel Otten | Arbitrage : Irene Presenqui Sarah Wilson Arbitre vidéo : Michiel Otten |

## Classement final
| Rang               | Équipe           | J  | V  | N | SO | P  | BP | BC | +/- | Pts | Classement mondial FIH | Classement mondial FIH | Classement mondial FIH |
| Rang               | Équipe           | J  | V  | N | SO | P  | BP | BC | +/- | Pts | Avant                  | Après                  | +/-                    |
| ------------------ | ---------------- | -- | -- | - | -- | -- | -- | -- | --- | --- | ---------------------- | ---------------------- | ---------------------- |
| Médaille d'or      | Pays-Bas         | 16 | 15 | 1 | 0  | 0  | 62 | 15 | +47 | 46  | 1                      | 1                      | 0                      |
| Médaille d'argent  | Argentine T      | 16 | 10 | 2 | 0  | 4  | 30 | 17 | +13 | 32  | 2                      | 3                      | -1                     |
| Médaille de bronze | Australie        | 16 | 7  | 6 | 4  | 3  | 28 | 23 | +5  | 31  | 3                      | 2                      | +1                     |
| 4                  | Belgique         | 16 | 8  | 4 | 2  | 4  | 35 | 20 | +15 | 30  | 6                      | 5                      | +1                     |
| 5                  | Allemagne        | 16 | 7  | 5 | 3  | 4  | 38 | 29 | +9  | 29  | 5                      | 4                      | +1                     |
| 6                  | Grande-Bretagne  | 16 | 7  | 0 | 0  | 9  | 25 | 34 | -9  | 21  | 4                      | 6                      | -2                     |
| 7                  | Chine            | 16 | 2  | 3 | 1  | 11 | 23 | 37 | -14 | 10  | 10                     | 11                     | -1                     |
| 8                  | Nouvelle-Zélande | 16 | 2  | 3 | 1  | 11 | 17 | 48 | -31 | 10  | 9                      | 9                      | 0                      |
| 9                  | États-Unis       | 16 | 1  | 2 | 2  | 13 | 13 | 48 | -35 | 7   | 16                     | 16                     | 0                      |

|  | Nation reléguée à la Coupe des nations 2023-2024 |

1. 1 2  Les États-Unis étant relégués en Coupe des nations 2023-2024 remplacent la Nouvelle-Zélande pour la saison 2023-2024[8].